# Honavar
Honāvar är en ort i Indien.   Den ligger i distriktet Uttar Kannada och delstaten Karnataka, i den sydvästra delen av landet, 1 600 km söder om huvudstaden New Delhi. Honāvar ligger 22 meter över havet och antalet invånare är 18 392.
Terrängen runt Honāvar är huvudsakligen platt, men åt nordost är den kuperad. Havet är nära Honāvar västerut. Runt Honāvar är det tätbefolkat, med 257 invånare per kvadratkilometer. Närmaste större samhälle är Kumta, 16,6 km norr om Honāvar.